# Цеэ, Василий Андреевич
Васи́лий Андре́евич Це́э (22 июля [3 августа] 1817, Санкт-Петербург — 24 декабря 1906  [6 января 1907], Санкт-Петербург) — русский государственный деятель, писатель и публицист, цензор, сенатор, филантроп, общественный деятель, действительный тайный советник, кавалер ордена Святого апостола Андрея Первозванного.
Директор канцелярии Государственного контроля (1858—1862), председатель Санкт-Петербургского цензурного комитета (1862—1863). Один из главных деятелей преобразования деятельности Государственного контроля и цензурной реформы 1860-х.

## Биография
Сын известного доктора Андрея Богдановича Цеэ (нем. Johann Heinrich Zeeh; 1781—1842), который выслужил в России дворянство, и Александры Васильевны Милоновой (26 апреля (7 мая) 1789 — 1 (13) июля 1865). Согласно метрической записи церкви Святого и праведного Симеона Богоприимца и Святой Анны Пророчицы, родился 22 июля 1817 года в Санкт-Петербурге, 13 августа крещён по православному обряду; восприемники — обер-бергмейстер Василий Игнатьевич Миснорский и девица Анна Петровна Бунина. Владелец 6 тыс. десятин земли в Псковской губернии; жена владела 2350 десятинами в Тульской губернии. Старший брат Андрея (6.07.1822 г.р.), Михаила (26.09.1823 г.р.), Александры (9.07.1821 г.р.), подполковницы Юлии Белостоцкой (1820 — 15.01.1903), действительной статской советницы Елизаветы Коростовцо[е]вой (25.04.1825 — 24.02.1894) и генерал-майорши Софии Готской-Данилович (15.04.1829 — 24.11.1885).
Первоначально учился в 1-й Петербургской гимназии; по экзамену, в 1835 из 4-го класса гимназии поступил на старший курс Царскосельского лицея, который окончил в 1839 с чином титулярного советника и определением в канцелярию Министерства императорского двора; с 20 января (1 февраля) 1840 года вступил в службу помощником столоначальника в канцелярии Министерства двора и уделов; высочайшим указом от 10.04.1843, пожалован в придворное звание камер-юнкера, и в том же — 1843, командирован в Европу для знакомства с устройством исправительных тюрем и заведений; высочайшим указом от 15.02.1844, пожалован, за выслугу лет, в чин коллежского асессора, со старшинством с 20.01.1844, оставлением в должности и в придворном звании; в том чине и в том звании назначен секретарём при директоре канцелярии министерства и переводчиком той же канцелярии; высочайшим указом от 26.04.1847 № 72, по Министерству двора и уделов, произведён, за выслугу лет, в чин надворного советника, с оставлением в придворном звании; в августе того же — 1847, от России командирован делегатом в Брюссель на Международный тюремный конгресс по реформе пенитенциарной системы, и в том же — 1847, пожалован единовременным вознаграждением в 1500 руб.; высочайшим указом от 15.04.1848 № 72, по духовному ведомству, тем же чином переведён членом Общего присутствия Духовно-учебного управления при Святейшем Синоде и от духовного ведомства назначен членом-редактором Комитета об устройстве исправительных тюрем при Министерстве внутренних дел, сохранив придворное звание камер-юнкера; в 1849 от России командирован делегатом на Брюссельский международный конгресс союза криминалистов; высочайшим приказом от 23.08.1850 № 166, по духовному ведомству, произведён, за выслугу лет, в чин коллежского советника, со старшинством с 20.02.1850, и оставлением в придворном звании; с 20.05.1854 пожалован, за выслугу лет, в чин статского советника, с оставлением в придворном звании и, в том же — 1854, от Святейшего Синода назначен членом Комиссии о расширении существующих и об отводе мест для новых кладбищ С.-Петербурга при Министерстве внутренних дел; высочайшим приказом от 11.05.1858 № 118, по духовному ведомству, производится, за отличие, в чин действительного статского советника, со старшинством с 18.01.1858; высочайшим приказом от 18.05.1858 № 124, переведён в Государственный контроль, исправляющим должность директора канцелярии Государственного контроля; высочайшим приказом от 15.11.1858, по Государственному контролю, утверждён в должности директора канцелярии государственного контролёра.
По предложению своего лицейского товарища А. В. Головнина 8 (20) марта 1862 назначен членом Комиссии для пересмотра, изменения и дополнения постановлений по делам книгопечатания, один из разработчиков проекта нового Устава (Закона) о книгопечатании (6.04.1865); высочайшим указом от 10.03.1862 г. № 18, отставлен от должности директора канцелярии государственного контролёра, пожалован в чин тайного советника и назначен председателем С.-Петербургского цензурного комитета при Министерстве народного просвещения; с 17.03.1862 сдал должность директора канцелярии Государственного контроля; высочайше учрежденной Особой комиссии по пересмотру дел книгопечатания в декабре 1862 представил свои предложения о реформе цензурного управления, в связи его передачей в ведение Министерства внутренних дел; с 26 января (7 февраля) 1863 велено присутствовать в Правительствующм Сенате, с оставлением в должности цензора; с 1.02.1863 зачислен в число неприсутствующих сенаторов, с оставлением в должности. В 1863 году пропустил в печать статью Н. Н. Страхова о русско-польских отношениях («Роковой вопрос»), чем вызвал неудовольствие партии охранителей: журнал «Время» был закрыт, а Цеэ 24 мая того же года, по прошению, уволен от должности председателя С.- Петербургского цензурного комитета, переданного в ведение Министерства внутренних дел, с предоставлением ему заграничного отпуска, в котором был с 24 мая по 1 октября 1863 года.
С 1.10.1863 по 15.09.1864 — присутствующий сенатор во II отд. V департамента Сената; с 15.09.1864 по 15.05.1865 — в заграничном отпуске для излечения болезни, продлённом на 1 мес.; с 15.06.1865 по 7.02.1866 — присутствующий сенатор во II отд. V департамента Сената; с 7.02.1866 перемещён присутствующим сенатором в I отд. V департамента Сената; с 6.03.1875 назначен первоприсутствующим сенатором в I отд. V департамента Сената; высочайшим приказом от 1 (13) января 1881 № 1, по Правительствующему Сенату, пожалован, в награду долговременной и отлично-усердной службы, в чин действительного тайного советника; с 1.01.1886 назначен присутствующим, затем первоприсутствующим сенатором в 1-м Общем собрании Департаментов 1-го и 2-го и Герольдии Правительствующего Сената; с 15.07.1906 высочайше назначен председателем Думы знака отличия беспорочной службы на 1906 год Капитула российских императорских и царских орденов.
Переписывался с товарищами по Царскосельскому Лицею. На протяжении 30 лет вёл летопись об обедах лицеистов 10-го курса 19 октября. От выпускников 10-го курса Царскосельского лицея 23.07.1860 избран депутатом Комиссии по устройству празднования 50-летнего юбилея лицея, член её хозяйственной подкомиссии по устройству торжества и 28.09.1861 стал одним из разработчиков-учредителей стипендии им. Александра Пушкина для студентов историко-филологического факультета С.-Петербургского университета, учреждённую в честь торжества на благотворительный капитал (7000 руб.), собранный по подписке среди бывших воспитанников лицея и лицейского пансиона. По представлению Ф. П. Литке и А. В. Головнина, с 7.11.1862 избран действительным членом Императорского Русского географического общества, по отделению статистики России. Во 2-й половине 1860-х гг. состоял членом (акционером) Акционерного общества «Кавказ и Меркурий», избирался членом комиссии общества для обсуждения вопроса о дальнейшем существовании Каспийского пароходства. C 1867 по 1868 год состоял действительным членом (с неполным взносом) С.-Петербургского собрания сельских хозяев. От выпускников Царскосельского лицея, с 24.03.1899 избран кандидатом в члены Комитета по организации чествования 100-летнего юбилея А. С. Пушкина и 28.05.1899 присутствовал в Императорском Александровском лицее на торжественном акте в честь юбилея; в 1904—1906 годы состоял попечителем и членом совета Александровского (бывшего Царскосельского) лицея; с 1856 по 1866 — член С.-Петербургского английского собрания.
Публицист, печатался в «Русской старине», «Le Nord» и других изданиях, автор книг по вопросам наделения крестьян избирательным правом и разоружения.
По духовному завещанию, утверждённого 24.01.1907 С.-Петербургским окружным судом, пожертвовал Императорской Академии наук неприкосновенный капитал в 30 000 руб., проценты с которого (4 % годовых) раз в три года должны были быть выдаваемы в виде премии (то есть размер премии составлял 3 600 руб.) имени его матери — Александры Васильевны Цеэ-Милоновой, за лучшее сочинение «для русского народа, преимущественно по истории России, географии, русской словесности, агрономии и гигиене». Дочь и единственная наследница сенатора — тайная советница Безродная Александра Васильевна, по примеру отца, завещала Императорскому человеколюбивому обществу неприкосновенный капитал в сумме 9 400 руб., проценты с которого шли на выплату стипендии имени матери — Аделаиды Александровны Цеэ-Базилевич, учреждённую в С-Петербургской гимназии Императорского человеколюбивого о-ва для «полного пансионера из беднейших воспитанников».
Помещик Порховского уезда Псковской губ., где ему принадлежало крупное родовое имение в селе Тучино с деревнями: Тучино, Гористая, Хвершевка (Хвершовка), Грипково (Грибково), Мартюхово, Дровяная (Дрованая), Шатаново, Перекрасная, Щебная (Изебная), Ольховец (Альховица), Михалево, Красный Луг, Лисье, Тарасово, Вандарево (Вандырево), Размесово, Шепелино (Шевелино), Лимовка (Ломовка), Липовец, Сукино, Рогово (Рагово), Пустошка — в коем, по 8-й ревизии — 1833, было 273, и по 9-й ревизии — 1850, было 298 крепостных душ муж. пола и 5970 десятин земли; за ним с 1848 дача в дер. Семенова-Бора Холмского уезда Псковской губ. За его матерью, действительной статской советнцей, вдовой Александрой Васильевной Цеэ, в том же — Порховском уезде, состояло имение в дер. Апрасове (Апросова) и в дер. Убожке (Убонске), в коем, 8-й ревизии — 1833, было 45, а по 9-й ревизии — 1850, было 50 крепостных душ муж. пола. С началом крестьянской реформы 1861 года за В. А. Цеэ с матерью в родовом имении Порховского у., включавшим сельцо Тучино с 17 деревнями и 6 пустошами с приселками, значилось 6700 десятин земли и 359 ревизских душ муж. пола (600 временно-обязанных крестьян). За его супругой — Аделаидой Александровной Цеэ, значилось родовое имение в сельце Сурово (Суры, Шуры) Крапивенского уезда Тульской губернии (1178 десятин и 1410 сажени земли), в коем, по 9-й ревизии — 1850, было 253 крепостных душ муж. пола, да за ней же каменный московский дом, дача в московском Петровском парке и 4500 десятин земли; с началом крестьянской реформы 1861 года в родовом имении за ней значилось 425 временно-обязанных крестьян и 2350 десятин земли. Высочайшим указом от 25.10.1857, Василию и Аделаиде Цеэ было дозволено, в случае смерти одного из них, взаимно предоставить принадлежащие им имения в пожизненное владение оставшегося в живых. Василий Цеэ был с.-петербургским домовладельцем: согласно сведениям Министерства народного просвещения (на 4.01.1864 г.) в доходном доме В. А. Цеэ, на углу Среднего проспекта и Кадетской линии Васильевского о-ва, с 1859 арендовала квартиру частная школа для учеников обоего пола (на сорок учащихся) с преподаванием французского и немецкого языков, содержавшаяся г-жой Вишневской; сам сенатор проживал на ул. Сергиевской, в д. № 3, кв. № 12, затем — по набережной р. Фонтанки, д. № 38.

## Семья
С 1849 женат на дочери артиллерии ген.-майора Александра Ивановича Базилевича (1788 — 24.01.1843) девице Аделаиде Александровне Базилевич (20.02.1832, Москва — 31.05.1897, Неаполь).
- Дочь — Александра Васильевна Безродная (13.09.1850[21] — июль 1914), тайная советница. Крещена 28.10.1850 в церкви Святых праведных Симеона Богоприимца и Анны Пророчицы, восприемники: служащий в Государственном контроле статский советник Михаил Осипович Строковский (23.09.1803 — 15.08.1861)[22], и бабушка — вдова действительного статского советника Александра Васильевна Цеэ. С 30.10.1874[23] вышла замуж за камергера двора Е. И. В., члена Консультации при Министерстве юстиции, действительного статского советника Леонида Васильевича Безродного (21.11.1842 — 23.09.1893), впоследствии гофмейстера двора Е. И. В., тайного советника и сенатора, директора Департамента Министерства юстиции с 1881 по 1886 г. Венчались в церкви Спиридона Тримифунтского при Главном управлении уделов. Поручители по жениху: статский советник Андрей Александрович Бенкендорф фон (17.09.1843 — 6.03.1883)[24], и родной племянник жениха, начальник штаба 2-й гвардейской пехотной дивизии, Генерального штаба полковник Евгений Данилович Скалон (7.11.1836 — 13.08.1882)[25]. Поручители по невесте: брат жениха, коллежский советник Александр Васильевич Безродный (1843 — 2.02.1908)[26], и коллежский советник Валерий Степанович Ларинский. В браке имела дочь — Александру Безродную (27.06.1875 — 02.04.1886). Была заказчицей по устройству фамильной часовни (со склепом) Безродных на Никольском кладбище Александро-Невской Лавры (1888—1893)[27].

Кроме дочери, Василий Цеэ имел двух сыновей — близнецов Андрея и Александра Васильевичей Цеэ (21.09.1854 — 26.02.1861), умерших в детстве. Андрей крещён 26.10.1854 в церкви Покрова Пресвятой Богородицы в Большой Коломне. Восприемники: родной дядя, лейб-гвардии Гусарского полка штабс-ротмистр Александр Александрович Базилевич (2.11.1824 — 22.05.1891), и родная тётя Зинаида Александровна Бутовская (4.10.1826 — 10.12.1861), жена титулярного советника Виктора Ивановича Бутовского (2.05.1815 — 22.06.1881). Где был крещён Александр, не известно.

### Родственные связи
- Младшая сестра — Юлия Андреевна Белостоцкая, урождённая Цеэ (1820 — 15.01.1903), подполковница. С 20.02.1842[31] была в браке за адъютантом инженер-генерал-майора Н. Я. Бутковского[32], инженер-подпоручиком Константином Дмитриевичем Белостоцким (5.03.1812 — 25.05.1873), сыном чиновника Государственного совета, статского советника Дмитрия Дмитриевича Белостоцкого (1774 — 15.02.1854) и урождённой Скорзиной (Скарзиной) Марии Ивановны (? — 08.08.1828), дочери майора Скорзина (Скарзина) Ивана Семёновича (в браке с Дмитрием Белостоцким с 1.07.1801 г.). Венчались в церкви Архангела Михаила при Михайловском замке. Поручители по жениху: коллежский советник (впоследствии статский советник) Валериан Степанович Знобишин (1800 — 7.10.1872), служащий в Департаменте мануфактур и внутренней торговли Министерства финансов, вторым браком женатый на родной сестре жениха — Александре (1810 — 8.12.1887); дежурный штаб-офицер штаба Корпуса жандармов, майор (впоследствии подполковник) Владимир Андреев Владиславлев (1808 — 25.11.1856). Поручители по невесте: брат жениха, гвардии-капитан (впоследствии генерал-майор) Василий Дмитриевич Белостоцкий (1805 — 13.07.1884); лейб-гвардии Финляндского полка подпоручик Павел Петрович Жданович (12.03.1822 — 1853)[33]. Муж — Константин Дмитриевич Белостоцкий, служил по Корпусу инженеров Морской строительной части, уволен со службы в чине инженер-капитана, и с 12.01.1855 вновь определённого в военную службу — по армейской пехоте, с чином майора Эриванского карабинерного Е. И. Выс. Наследника Цесаревича полка (впоследствии — лейб-карабинерный Эриванский Его Величества полк); 18.03.1856 уволен в отпуск в С.-Петербург на шесть месяцев для излечения болезни, от контузии происходящей, с зачислением по армейской пехоте; с 1.08.1856, с оставлением по армейской пехоте, назначен полицмейстером Боурского прачечного и придворно-служительских домов придворного ведомства в С.-Петербурге; с 18.04.1861 из майоров армейской пехоты уволен с военной службы, с пожалованием чина подполковника, с мундиром и с пенсионом полного оклада; кавалер орд. Св. Станислава 3-й ст. (1843), орд. Св. Станислава 3-й ст. с мечами (1856), орд. Св. Владимира 4-й ст. с бантом, за 25-летнюю выслугу (1858), имел знак отличия «Беспорочная служба XV» (1849). В браке имела сыновей: Александра Константиновича Белостоцкого (19.02.1843 — 21.12.1876), камер-юнкера двора Е.И.В.; Андрея Константиновича Белостоцкого (21.06.1844 — 27.03.1885), статского советника, состоящего на службе в Департаменте Министерства юстиции; Михаила Константиновича Белостоцкого (1.09.1849 -?), служившего по ведомству Министерства внутренних дел.
- Младшая сестра — Александра Андреевна Цеэ (9.07.1821[34] — ?). Крещена в Преображенском всей гвардии соборе. Восприемники: директор Департамента морского министра, действительный статский советник Кондрат Матвеевич Кудрявцо[е]в (1774—1859), и коллежского советника Малиновского жена Каролина Ивановна (1790 — 25.03.1865).
- Младшая сестра — Елизавета Андреевна Коростовцова, урождённая Цеэ (25.04.1825[35] — 24.02.1894), действительная статская советница. Крещена в Преображенском всей гвардии соборе. Восприемники: статский советник и кавалер, доктор медицины Яков Иванович Говоров, и старшая сестра — статского советника Андрея Богдановича Цеэ дочь Юлия. С 2.01.1848[36] была замужем за 42-летним статским советником Любимом Ивановичем Коростовцовым (1805 — 16.10.1870, с. Самойловка Павлоградского у.), чиновником особых поручений при главноуправляющем путями сообщений и публичными зданиями, генерал-адъютанте, генерале от инфантерии, графе Петре Андреевиче Клейнмихеле. Венчались в Исаакиевском соборе, для невесты и жениха это был первый брак. Поручители по жениху: инженер Пётр Иванович Сакер и действительный статский советник Яков Иванович Звенигородский (1790 — 17.07.1856)[37]. Поручители по невесте: служащий в Министерстве юстиции камер-юнкер, коллежский асессор Алексей Михайлович Жемчужников (11.02.1821 — 25.03.1908)[38], и брат невесты, служащий в канцелярии Министерства императорского двора камер-юнкер Василий Андреевич Цеэ. В браке дочь — Александра Любимовна Коростовцова (29.11.1848 -?); сын — Василий Любимович Коростовцов (2.01.1851 — 12.01.1877, с. Самойловка, Павлоградского у.), армии капитан. Муж — Л. И. Коростовцов, сын председателя Курской палаты гражданского суда, известного писателя, переводчика и издателя, статского советника Ивана Васильевича Коростовцова. Павлоградский и харьковский помещик. Коллежский секретарь, титулярный советник (21.08.1829), коллежский асессор (2.04.1833), коллежский советник (18.09.1838), статский советник (20.08.1843), служил по ведомству Министерства финансов: помощником столоначальника, столоначальником, начальником 2-го отделения Департамента мануфактур и внутренней торговли Министерства финансов, и с той должности, высочайшим приказом от 15.05.1847, переведён чиновником особых поручений V класса при главноуправляющем путями сообщения и публичными зданиями; на 16.11.1849 действительный статский советник в отставке. Будучи чиновником финансового ведомства, состоял членом высочайше учреждённого в 1842 году Комитета об изыскании и определении способов к учреждению пароходства на Каспийском море для усиления политических и торговых связей с Персией, а также членом Сибирского комитета по торговле с Китаем. Один из авторов труда «Обозрение российских владений за Кавказом в статистическом, этнографическом, топографическом и финансовом отношениях» (СПб., 1836. Ч. I—IV). После отставки служил по выборам дворянства: избирался членом Екатеринославского губернского дворянского комитета по устройству и улучшению быта помещичьих крестьян, по Павлоградскому уездному комитету (1858), павлоградским уездным предводителем дворянства (1862), членом Харьковской губернской земской управы (1867); с 9.10.1867 утверждён почётным мировым судьей по Харьковскому уезду (повторно утверждён с 20.07.1870); с 6.07.1870 утверждён почётным мировым судьей по Змиевскому уезду Харьковской губ. Литератор, в 1840-х участвовал в «Энциклопедическом Лексиконе» Плюшара. Благодаря трудам Л. И. Коростовцова и его брата — капитан-лейтенанта Глеба Ивановича Коростовцова, из небытия был извлечён памятник императрице Екатерине II, изготовленный в 1798 году в Берлине для украшения Потёмкинского дворца в Екатеринославле; памятник этот, от благодарного дворянства Екатеринославской губернии, 26.09.1846 был торжественно открыт на центральной площади Екатеринославля[39]. В 1860-х гг. печатался в «Трудах Императорского Вольного экономического общества»[40] и «Юридическом вестнике»[41]; он же автор сочинения «Выставка мериносов, бывшая в Харькове в июне 1870 г.» (СПб., 1870). С.-Петербургский домовладелец: за ним доходный каменный дом, возле Почтамта, в 3-м квартале 1-й Адмиралтейской части, под № 13 и 2, по ул. Ново-Исаакиевской, по новой Табели (1846) под № 227, а по прежней Табели (1822) под № 183 (186), а ныне — дом № 14 по ул. Якубовича, памятник архитектуры. Часть дворового места под № 2, отделенная от № 13, по Ново-Исаакиевской улице, по купчей от 14.03.1839, совершенной во 2-м департаменте С.-Петербургской гражданской платы, была им продана старшинам Общества, пребывающего в С.-Петербурге, английских, шотландских, ирландских и американских конгрегационалистов, часовом мастеру Роберту Егорову Нельсону, купцам выборгскому Вилиаму Вилиамову Джембради, и московскому Аргибальду Иванову Мерелису, для постройки на том месте молитвенного дома (Британо-Американская церковь Иисуса Христа, ул. Якубовича, 16 А), дозволенного положением комитета министров, высочайше утвержденного 9.05.1833 года, за 42 500 руб. ассигнациями. Кавалер орд. Св. Анны 3-й ст. (16.06.1833) в «награду примерного усердия к службе, и особенных трудов по устройству бывшей в С.-Петербурге выставки произведений отечественной промышленности»; орд. Св. Владимира 4-й ст. (28.10.1839) в «воздаяние ревностной и усердной службы и отличных трудов в делах порученных, а также полезных и человеколюбивых подвигов»; орд. Св. Станислава 2-й ст. (16.09.1844) и Св. Станислава 2-й ст. с императорской короной (14.06.1862). Кроме родового имения в Павлоградском у. Екатеринославской губ., сельце Самойловке, с деревнями Ново-Александровка и Юрьевка, в коих, по 10-й ревизии — 1858, было 393 крепостных муж. пола душ дворовых и крестьян, за ним в Змиевском у. Харьковской губ. недвижимое имение — хутор Марьевский (1858) и хутор Долонов (Ливандировский тож), в коем 780 десятин незаселенной земли, купленный от супруги ген.-лейтенанта, баронессы Варвары Ивановны Пиллар фон Пильхау, по купчей от 29.07.1860, совершенной в Харьковской гражданской палате.
- Младшая сестра — София Андреевна Готская-Данилович, урождённая Цеэ (15.04.1829[42] — 22.11.1885), генерал-майорша, псковская помещица. Крещена в Преображенском всей гвардии соборе. Восприемники: дядя — Медико-хирургической академии студент Август Богданович Цеэ и подполковница Варвара Николаевна фон Дребуш, урождённая Рожнова, жена подполковника Отдельного Корпуса жандармов Александра Фёдоровича фон Дребуша (1776 — 21.05.1856), впоследствии тайного советника и сенатора. С 10.11.1857[43] вышла замуж за католика, старшего адъютанта Штаба Корпуса инженеров путей сообщения, состоящего по армейской пехоте капитана Эдгарда (Эдуарда) Михайлова Готского-Даниловича (1830 — 12.01.1895). Для жениха и невесты это был первый брак; согласно записи о венчании, жениху было 27 лет, а невесте — 22 года (?)[44]. Венчались в церкви Александра Невского при Институте инженеров путей сообщения. Поручители по жениху: дежурный штаб-офицер Штаба Корпуса инженеров путей сообщения, полковник Пётр Фёдорович Демор (28.08.1802 — 21.01.1873), впоследствии генерал-лейтенант, начальник штаба Корпуса инженеров путей сообщения, и отставной поручик Иван Антонович Ходи[ы]ревский. Поручители по невесте: отставной майор и кавалер Николай Иванович Цеханович[45], впоследствии коллежский советник, отец писателя Александра Николаевича Цехановича, и горный инженер, полковник и кавалер Николай Павлович Гертов[46], впоследствии генерал-майор Корпуса горных инженеров. Сын — Михаил Эдуардович Готский-Данилович (13.11.1858 -?), умер ребёнком. Крещён в церкви Александра Невского при Институте инженеров путей сообщения. Восприемники: дядя — директор канцелярии Государственного контроля, действительный статский советник Василий Андреевич Цеэ, и тётя — жена действительного статского советника Елизавета Андреевна Коростовцова. Дочь — Александра Эдуардовна Готская-Данилович (1.10.1861 — после 1923, Ленинград), педагог, девица. Крещена в Николо-Богоявленском морском соборе. Восприемники: дядя — директор канцелярии Государственного контроля, действительный статский советник Василий Андреевич Цеэ, и тётя — жена подполковника Юлия Андреевна Белостоцкая. Воспитанница С.-Петербургского Патриотического института (1879)[47]. После смерти матери определена на службу по Ведомству учреждений императрицы Марии: учительница фр. языка С.-Петербургского Екатерининского института (1885); с января 1886 по март 1903 — учительница фр. языка Прогимназии при женских Педагогических курсах, в 1903 преобразованной в Константиновскую женскую гимназию при С.-Петербургском педагогическом институте; одновременно, с января 1888 по май 1895 служила учительницей фр. языка в С.-Петербургской Александровской женской гимназии[48]. Жила в С.-Петербурге (Ленинграде). Девица С. А. Цеэ владела, по купчей крепости от 18.10.1857, совершенной во 2-м департаменте С.-Петербургской гражданской палаты, благоприобретенным недвижимым имением, от полковника Николая Сергеева Кириллова, состоящего Псковской губернии, в уездах: Холмском, в сельце Бор — дворовых 8, а налицо 13 муж. пола душ, в деревнях Верховке — ревизских и налицо 9, Ручейках — 38 ревизских, а налицо 40, Кондратовке — 43 ревизских, а налицо 41; Торопецком, в дер. Маслове (Пуплево тож) — 26 ревизских, а налицо 24, — а всего, по 9-й ревизии — 1850, числится 124 муж. пола, а налицо 127 душ, со всей принадлежащей к ним землей. Она же — капитанша С. А. Готская-Данилович, по купчей крепости от 25.02.1858, в Псковской палате гражданского суда с аукционного торга приобрела недвижимое имение коллежского регистратора Павла Петровича Кармалина, Псковской губернии, состоящее в уездах: Торопецком, в дер. Богородичне (Малое Павлово тож) — 6, и Холмском, в селе Павловском, которое прежде называлось село Бор, дворовых — 7, в деревнях Верховье (Усадьбы тож) — 20, и Кондратовке — 36, а всего 69 крепостных муж. пола душ. Таким образом, к началу крестьянской реформы 1861, за майоршей С. А. Готской-Данилович было благоприобретенное, а не родовое, недвижимое имение в Холмском и Торопецком уездах Псковской губернии, в коем налицо крепостных дворовых и крестьян 196 муж. пола душ. Муж — капитан Э. М. Готский-Данилович, впоследствии генерал-майор, изобретатель, коннозаводчик и общественный деятель, происходил из дворян Могилёвской губернии. Сын майора (1828) Михаила Антоновича Готского-Даниловича, который нераздельно с братьями — губернским секретарем Юрием, штабс-капитаном Григорием и подпоручиком Иваном, владел недвижимым имением, состоящим в околице Василькове, Черниковского повета Могилёвской губ. Совместно с малолетней родной сестрой — Еленой Михайловной, в 1844 взыскивал, по иску опекунов, денежные средства с Ивана Ивановича Ватаци, помещика Копыского уезда Могилёвской губ. С 1.04.1841 определён в кадеты Павловского кадетского корпуса в С.-Петербурге; с 15.08.1845 произведён в унтер-офицеры; с 14.08.1847 выпущен прапорщиком в Гренадерский короля Фридриха-Вильгельма III полк, после чего прикомандирован к Кавалерийскому, а затем к Дворянскому полкам, с назначением батальонным адъютантом; с 3.04.1849 произведён на вакансию в подпоручики, с оставлением в должности; с 4.07.1849 произведён на вакансию в поручики, с оставлением в должности; с 30.03.1852 произведён в штабс-капитаны; с 6.12.1854 произведён в капитаны того же полка, с оставлением прикомандированным к Дворянскому полку, и уже с 11.12.1854 назначен старшим адъютантом Штаба Корпуса инженеров путей сообщения; с 4.06.1859 произведён в майоры, по армейской пехоте, с оставлением в должности; с 1861 по 1863 командировался в Новгородскую губернскую строительную и дорожную комиссию для следствия по злоупотреблениям, открывшимся в Новгородской арестантской роте; с 24.11.1863 произведён в подполковники, с назначением на должность исправника Старорусского уезда Псковской губернии, и с зачислением по армейской кавалерии; с 16.04.1867 произведён в полковники, состоящим при Министерстве внутренних дел, с оставлением по кавалерии и в должности уездного исправника. В том чине и в той должности, с 1872 по 1874 осуществлял тайный полицейский надзор за жившим в Старой Руссе писателем Ф. М. Достоевским и перлюстрировал его переписку, вёл служебный дневник со сведениями о бытовании семьи Достоевских, однако куда он делся, не известно. С должности старорусского уездного исправника ведомства Министерства внутренних дел в 1876 переведён в полковники Государственного коннозаводства; высочайшим приказом от 8.09.1879, из полковников по армейской кавалерии, состоящих при Главном управлений государственного коннозаводства, произведён, за отличие по службе, в генерал-майоры, с оставлением по армейской кавалерии и с отчислением от ведомства Государственного коннозаводства; с 1.01.1884 состоял генерал-майором Запасных войск. В походах и сражениях не был. Кавалер орд. Св. Станислава 3-й ст. (17.04.1857) и 2-й ст. (8.10.1865), орд. Св. Анны 3-й ст. (1859) и 2-й ст. (30.08.1869); имел светло-бронзовую медалью на Андреевской ленте «В память войны 1853—1856». Помещик Царскосельского уезда С.-Петербургской губернии, в коем за ним недвижимое имение, ненаселенная пустошь Изворский-Обрез, удобной и неудобной земли 200 десятин «с находящимся на ней ныне и имеющимся построиться строением», по закладной от 1.06.1860, совершенной во 2-м департаменте С.-Петербургской гражданской палаты, заложенной за процентный заем в сумме 4500 руб. серебром, сроком на 2 года, от отставного полковника Станислава Григорьевича Петровского. Владел конным заводом в урочище Княжий Двор (дер. Шелонь тож) Старорусского уезда, в то время одним из трех конезаводов в Новгородской губернии, располагавшимся на правом берегу р. Шелони, напротив имения жены — сельца Бор; лошади с завода Э. М. Готского-Данилевича участвовали в с.-петербургских конских выставках[49] и побеждали в рысистых бегах[50]. Однако, основной деятельностью конезавода было разведение упряжного и рабочего сортов лошадей[51]. Э.-М. Готский-Данилович был известен как изобретатель систем отопления: совместно со Смоленского пехотного полка капитаном Львом (Леоном) Антоновичем Енчминским-Герс[ш]тенцвейгом[52] 17.01.1858 подал прошение в Департамент мануфактур и внутренней торговли и 25.07.1858[53] получил 10-летнюю привилегию (патент) на изобретенные ими печи «из лекального материала» и калориферы особого устройства «с тройной тягой», примененные к целым отделениям домом, «имеющих главной целью необыкновенное сбережение горючего материала при нагревании комнат во время самой топки печей и совершенное уничтожение тем сырости в самое короткое время <…> Печи наши могут служить и отличными калориферами для красильных, бумажных, табачных и даже сахарных заводов. Топлива они требуют в пять раз менее против обыкновенных голландских печей <…> Во всем вышесказанном, также и в прочности, лёгкости и красивом наружном виде их, мы просим убедиться в конторе, открытой нами в Офицерской улице, близ Большого театра, на углу Прачечного переулка, в доме Компиша»[54]. По их же прошению от 2.05.1861, 10-летняя привилегия на изобретенный способ отопления жилых и казённых зданий, промышленных мануфактур, с 22.01.1862 была выдана (переоформлена) на имя майора Л. А. Енчминского-Герштейцвейга[55]. Он же — Э. М. Готский-Данилович, неудачно занимался и другими коммерческими предприятиями. В частности, совместно с купцом Иваном Каменевым в 1863 получил от акционерного «Общества разработки лесных произведений и торговли оными», занимавшегося заготовкой древесины, лесоматериалы (товарный заём) на сумму в 3200 руб. ассигнациями, 28.06.1863 выдав обществу процентный вексель, сроком на 13 ½ мес., и впоследствии много лет судился с кредиторами, ввиду признания И. Каменева банкротом. Ко времени зачисления ген.-майора Э. М. Готского-Даниловича в запас относятся сведения о продаже с публичных торгов движимого и недвижимого имущества его и его супруги — Софьи Андреевны. Семья Готских-Даниловичей в 1880-х жила в Литейной части С.-Петербурга, по ул. Сергиевской (ныне — ул. Чайковского), в доходном доме № 31, кв. № 9. Здесь 10 мая 1884[56] и 19 декабря 1886[57] проходила аукционная продажа движимого имущества (мебель, бронза и др. вещи) ген.-майора Эдуарда Михайловича и жены его Софии Андреевны Готских-Даниловичей. После смерти Софьи Андреевны, в зале заседаний при VI-м отделении С.-Петербургского окружного суда, 30 апреля 1886 проходила аукционная продажа недвижимого её имения — 2128 десятин 2163 сажени земли, с жилыми и хозяйственными постройками, состоящее Псковской губернии, Холмского уезда, села Бор, с пустошью Журавлева и при деревнях Кондратово, Верховье, Усадьбы и Ручеек[58]. Находясь в запасе, ген.-майор Э. М. Готский-Данилович учредил в С.-Петербурге Общество любителей комнатного цветоводства и до своей смерти состоял его председателем[59].

## Награды
- бриллиантовый перстень (1841)
- орден святой Анны 2-й ст. (23.05.1852)
- орден Святой Анны 2-й ст. с императорской короной (6.08.1854)
- орден Святого Владимира 3-й ст. (26.08.1856)
- знак отличия «Беспорочная служба XV» (22.08.1859)
- орден Святого Станислава 1-й ст. (3.04.1860)
- Высочайшее благоволение (1864)
- орден Святой Анны 1-й ст. с императорской короной (1.01.1867)
- орден Святого Владимира 2-й ст. (1.01.1872)
- Монаршая признательность (1873)
- орден Белого орла (1.01.1877) и добавочное содержание 1000 руб. в год
- высочайше пожалован вменённой арендой по 3000 руб. в год, сроком на шесть лет (8.11.1882)
- орден Святого Александра Невского (1.01.1886)
- высочайше пожалован продлением вменённой аренды по 3000 руб. в год, сроком на четыре года (8.11.1888)
- в воздаяние 50-летней постоянно усердной и полезной службы, высочайше пожалован знаками ордена Святого Александра Невского с бриллиантовыми украшениями (20.01.1890)
- орден Святого Владимира 1-й ст. (14.05.1896)
- в воздаяние 40-летней беспорочной службы сенатором и за государственное 63-летнее «продолжительное достохвальное служение Престолу и Отечеству», пожалован кавалером ордена Святого апостола Андрея Первозванного с бриллиантовыми знаками (26.01.1903).
- тёмно-бронзовая медаль «В память войны 1853—1856» (1856)
- медаль «В память коронации императора Александра III» (1884)